# Abdel-Halim Khafagy
Abdel-Halim Hassanin Khafagy (arabisch عبد الحليم خفاجي, DMG ʿAbd al-Ḥalīm Ḥasanīn Ḫafāǧī; * 6. Februar 1932; † 31. August 2013) war ein ägyptischer Lehrer und Verleger sowie Gründer und langjähriger Geschäftsführer des Verlags SKD Bavaria. Er lebte seit 1979 mit seiner Familie in München.
Während eines Aufenthalts in der Hauptstadt von Bosnien und Herzegowina, Sarajewo, wurde Khafagy von SFOR-Kräften am 25. September 2001 als Terrorverdächtiger festgenommen und war anschließend 11 Tage in der SFOR-Militärbasis in Tuzla inhaftiert.

## 1955–1971 – Gefängnis in Ägypten als Unterstützer der Muslimbruderschaft
Khafagy wurde 1955 in Ägypten inhaftiert, im Zusammenhang mit der allgemeinen Verhaftungswelle gegen die Muslimbruderschaft nach einem Attentat auf den Staatspräsidenten Gamal Abdel Nasser im Oktober 1954. Er verbrachte die folgenden 16 Jahre bis 1971 im Gefängnis. Nach eigener Angabe war Khafagy in die Mühlen der Justiz des Nasser-Regimes geraten, weil er die Familien inhaftierter Muslimbrüder finanziell unterstützt hatte. Khafagys Aussagen bezüglich seiner Mitgliedschaft in der Muslimbruderschaft sind allerdings widersprüchlich; während er bei einer Zeugenvernehmung 1997 beim Polizeipräsidium München seine Mitgliedschaft in der Muslimbruderschaft offen zugab, bestritt er die Mitgliedschaft bei anderen Zeugenvernehmungen (2002) wie auch im Einbürgerungsverfahren (ab 1998) und schließlich gegenüber dem BND-Untersuchungsausschuss.

## 1971–2001 – Von Kuwait nach Deutschland
Der Nachfolger Nassers als ägyptischer Präsident, Anwar as-Sadat, hob zwar das Verbot der Muslimbruderschaft nicht auf, entließ aber deren Anhänger ab 1971 aus den Gefängnissen, damit endete auch die Haft Khafagys. Dieser emigrierte zunächst nach Kuwait und dann acht Jahre später, 1979, mit seiner Familie nach Deutschland. Hier übernahm er eine Anstellung als Religionslehrer am Islamischen Zentrum München, welches von der IGD betrieben wird, nach Einschätzung des Bundesamts für Verfassungsschutz eine der mitgliederstärksten Organisationen der Muslimbruderschaft in Deutschland. Khafagy hatte seit 1992 eine unbeschränkte Aufenthaltserlaubnis in Deutschland; 1987 hatte er einen Asylantrag zurückgezogen, 2007 einen seit 1998 laufenden Einbürgerungsantrag ebenso – auf Anraten der zuständigen Behörde, weil er nicht über ausreichende Sprachkenntnisse des Deutschen verfüge, weil sein Personenstand ungeklärt und seine finanzielle Situation ungesichert seien. Außerdem äußerte das bayerische Innenministerium Sicherheitsbedenken gegen die Einbürgerung, u. a. wegen der widersprüchlichen Haltung zur Muslimbruderschaft sowie wegen der Kontakte zum islamistischen Umfeld – Khafagy war zumindest zeitweise Mitglied und Angestellter der IGD. Nach einem Bericht des bayerischen Verfassungsschutzes vom 26. September 2001 galt Khafagy als „einer der führenden Repräsentanten der islamischen Muslimbruderschaft“.

### Verleger SKD Bavaria
Khafagy gründete 1983 mit anderen den Verlag SKD Bavaria Verlag und Handels GmbH. Als langjähriger Geschäftsführer bis zur Einstellung des Verlagsgeschäfts 2006 verfasste und veröffentlichte Khafagy zahlreiche religiöse islamische Schriften, unter anderem auch eine mehrbändige Übersetzung des Koran. Außerdem verantwortete er die Veröffentlichung von Schriften des Kreationisten und früheren (bis 2000) Holocaustleugners Harun Yahya, des Holocaustleugners Roger Garaudy oder des islamistischen Predigers Yusuf al-Qaradawi. Nach Einschätzung des bayerischen Verfassungsschutzes wurde der Verlag von der Muslimbruderschaft kontrolliert und veröffentlichte „Bücher mit klaren Tendenzen von antidemokratischer, rassistischer, antijüdischer und islamistischer Polemik“.

## 2001 – Verhaftung in Sarajewo
Im Sommer 2001 hielt sich Khafagy aus beruflichen Gründen in Bosnien und Herzegowina auf; er war mit redaktioneller Arbeit an der geplanten Koran-Ausgabe seines Verlags in serbo-kroatischer Sprache beschäftigt. Nach Kontakten Khafagys mit mutmaßlichen al-Qaida-Mitgliedern wurde Khafagy im Rahmen der erhöhten Sicherheitsbereitschaft der SFOR in Bosnien-Herzegowina nach den Terroranschlägen am 11. September 2001 in den USA observiert. Schließlich wurde er aufgrund einer Verwechslung seines Mitarbeiters mit einem gesuchten al-Qaida-Mitglied am 25. September 2001 in seinem Hotelzimmer in Sarajewo von einer SFOR-Einheit festgenommen. Diese Festnahme war mit hartem Einsatz von Gewalt verbunden; Khafagy – zu diesem Zeitpunkt fast 70 Jahre alt – erlitt eine Platzwunde am Kopf, die noch vor Ort von einem Sanitätssoldaten genäht wurde. Nach Angaben Khafagys hatten die SFOR-Soldaten direkt und unprovoziert Gewalt eingesetzt; die SFOR hingegen erklärte den Gewalteinsatz mit Widerstand bei der Festnahme – der BND-Untersuchungsausschuss zu diesem Fall beurteilte den Gewalteinsatz abschließend als „unverhältnismäßig“.
Im SFOR-Basislager Camp Eagle Base bei Tuzla wurde Khafagy anschließend als Verdächtiger im Zusammenhang der Terroranschläge in den USA 11 Tage lang inhaftiert und verhört, die Haftumstände (Schlafentzug, kein juristischer Beistand) widersprachen rechtsstaatlichen Grundsätzen, allerdings wurde Khafagy nach eigener Aussage vor dem BND-Untersuchungsausschuss nicht weiter misshandelt. Nachdem sich der Verdacht gegen Khafagys Mitarbeiter als falsch herausgestellt hatte und Khafagy selbst keine Vergehen nachgewiesen wurden, wurde er am 6. Oktober 2001 nach Ägypten abgeschoben, dessen Staatsbürger er immer noch war. Von dort reiste Khafagy nach Deutschland zurück.
Khafagys Fall wurde durch den „BND-Untersuchungsausschuss“ des Deutschen Bundestags behandelt, mit dem Ergebnis, dass seine Festnahme und Inhaftierung keine Parallelen zu den anderen dort verhandelten Fällen hatte (Khaled al-Masri, Murat Kurnaz, Muhammad Haidar Zammar); es war kein „rendition-Fall“.

## Veröffentlichungen
- Zusammen mit Gharieb M. Gharieb. Rev. durch: Harun Behr: Gottes unverfälschte Worte: Antwort auf Salman Rushdie’s satanische Verse, München: SKD Bavaria Verl. und Handel, 1990, ISBN 3-926575-13-1
- Abdul-Halim Khafagy: An meine gläubige Schwester … 33 Briefe über Seele und Paradies, München: SKD Bavaria, Verl. und Handel, 1995, ISBN 3-926575-35-2